# Helen DeWitt

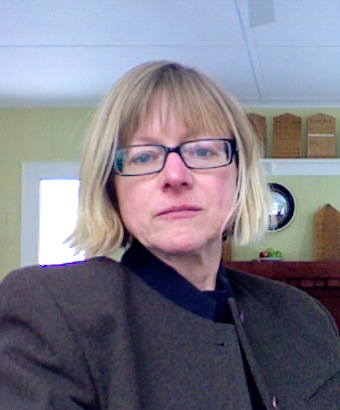

Helen DeWitt (* 1957 in Takoma Park, Maryland) ist eine US-amerikanische Autorin. Ihr bekanntestes Werk ist der 2000 erschienene Debüt-Roman Der letzte Samurai.
Helen DeWitt ist die Tochter eines Diplomaten-Ehepaares und wuchs in Südamerika auf. Sie studierte an der Universität Oxford und erlangte dort 1989 am Brasenose College ihren Dr. phil. Sie lebt seit 2004 in Berlin.

## Werke
- The Last Samurai. Chatto and Windus, 2000: ISBN 0-7011-6956-7
  - Übersetzung: Der Letzte Samurai. Deutsch von Ulrike Wasel. Blessing, 2001: ISBN 3-89667-155-3
- Lightning Rods. And Other Stories, 2012: ISBN 978-1-908276-11-7